# Yves R. Simon
Yves René Marie Simon (Cherbourg, 14 de março de 1903 - South Bend, 11 de maio de 1961) foi filósofo neotomista francês.

## Biografia
Yves Simon nasceu em Cherbourg, França, filho do industrial August Simon, director dos "Éstablissement Simon Frères". 
Teve uma infância abastada, mas uma adolescência infeliz e trágica, perdendo os seus dois irmãos mais velhos e, após ter adoecido com tuberculose, ficando muito afetado fisicamente. Após um período de tutoria em casa, fez estudos no Liceu Louis-le-Grand, na Universidade de Paris (Sorbonne) e no Instituto Católico de Paris, onde foi aluno de Jacques Maritain, com quem viria a manter uma grande proximidade intelectual e amizade.
Simon começou a ensinar filosofia em 1930, publicando dois livros em 1934: Critique de la connaissance morale, e Introduction à l'ontologie du connaître. No período entre as Guerras, começou a interessar-se vivamente pela metafísica e pelo pensamento político e social de São Tomás de Aquino e Pierre-Joseph Proudhon. 
Em 1937, foi um dos fundadores da revista Temps Présent, com Georges Bernanos, Emmanuel Mounier, Stanislas Fumet, Gabriel Marcel, François Mauriac, entre outros. Foi professor nas Universidades de Lille, Notre Dame (1938-1948) e Chicago (1948-1961).
Simon foi um filósofo não especializado por princípio, encontrando-se nas suas obras importantes contributos nos domínios da filosofia política, lógica, epistemologia, ética, filosofia da ciência, etc.
O seu livro Philosophy of Democratic Government (Filosofia do Governo Democrático, 1951) é uma das mais importantes obras de referência da filosofia política contemporânea inspirada na filosofia de São Tomás de Aquino. 